# Eteone syphonodonta
Eteone syphonodonta är en ringmaskart som först beskrevs av Delle Chiaje 1822.  Eteone syphonodonta ingår i släktet Eteone och familjen Phyllodocidae. Inga underarter finns listade i Catalogue of Life.